# Rosie O’Donnell
Roseann O’Donnell (Commack, Suffolk megye, New York, 1962. március 21. –) Primetime Emmy-díjas és többszörös Daytime Emmy-díjas amerikai humorista, producer, színésznő, szerző, televíziós személyiség. Karrierjét humoristaként kezdte, áttörést a Star Search című tehetségkutató műsorban ért el. Ezután több sorozatban és filmben szerepelt. Saját talk show-ja volt The Rosie O'Donnell Show címmel 1996 és 2002 között. 
2006–2007 között a The View című talk-show műsorvezetője volt. 2014-ben visszatért a műsorba. 2009–2011 között a Rosie Radio műsorvezetője volt a Sirius XM-en, majd 2011–2012 között a The Rosie Show házigazdája volt, amely az Oprah Winfrey Networkön futott.
Emellett szerkesztő és blogger is, illetve több önéletrajzot is írt.

## Életpályája
A New York-i Commack-ben született és nevelkedett. Anyja, Roseann Teresa (1934-1973) háziasszony volt, míg apja, Edward Joseph O'Donnell (1933-2015) pedig mérnök. Edward Írországból emigrált, míg Rosie anyja ír-amerikai származású volt. O'Donnell római katolikus hitben nevelkedett. Bátyja Daniel J. O'Donnell. Mikor O'Donnell 11 éves volt, anyja mellrák következtében elhunyt. O'Donnell a Commack High School tanulója volt, ekkor kezdte érdekelni a humor is. 1980-ban érettségizett. Kis ideig a Dickinson College-ben tanult, majd a Bostoni Egyetemen folytatta tanulmányait.
1979–1984 között stand-uposként tevékenykedett, több klubban is fellépett.

## Magánélete
O'Donnell korábban Nyack-ben (New York) élt. 1996-ban vásárolt ott egy házat, amelyet 2000-ben eladott Edward M. Kopko üzletembernek. South Nyack-ben él, illetve van egy háza a floridai West Palm Beach-en.
Demokrata, leszbikus, öt örökbefogadott gyermeke van.[forrás?]

## Filmográfia

### Film
| Év   | Magyar cím                               | Eredeti cím                        | Szerep                                 | Magyar hang    |
| ---- | ---------------------------------------- | ---------------------------------- | -------------------------------------- | -------------- |
| 1992 | Micsoda csapat!                          | A League of Their Own              | Doris Murphy                           | Zsurzs Kati    |
| 1993 | A szerelem hullámhosszán                 | Sleepless in Seattle               | Becky                                  | Nyakó Júlia    |
| 1993 | Zsarulesen 2.                            | Another Stakeout                   | Gina Garrett helyettes kerületi ügyész | Nyakó Júlia    |
| 1993 | Végzetes ösztön                          | Fatal Instinct                     | eladó az állatkereskedésben            | Némedi Mari    |
| 1994 | 54-es, jelentkezz!                       | Car 54, Where Are You?             | Lucille Toody                          |                |
| 1994 | Bármit megteszek                         | I'll Do Anything                   | sminkes                                |                |
| 1994 | A Flintstone család                      | The Flintstones                    | Kőkobaki Irma                          | Rátonyi Hajni  |
| 1994 | Irány az Éden                            | Exit to Eden                       | Sheila Kingston                        | Kocsis Mariann |
| 1995 | Tegnap és ma                             | Now and Then                       | Roberta Martin                         | Némedi Mari    |
| 1995 | Gyönyörű lányok                          | Beautiful Girls                    | Gina Barrisano                         | Kocsis Mariann |
| 1995 | Gyönyörű lányok                          | Beautiful Girls                    | Gina Barrisano                         | Náray Erika    |
| 1996 | Harriet, a kém                           | Harriet the Spy                    | Ole Golly                              | Kocsis Mariann |
| 1996 | A Brady család 2.                        | A Very Brady Sequel                | önmaga (cameo)                         |                |
| 1998 | Nyitott szemmel                          | Wide Awake                         | Terry nővér                            | Kocsis Mariann |
| 1999 | Tarzan                                   | Tarzan                             | Terk (hangja)                          | Kocsis Mariann |
| 2000 | A Flintstone család 2. – Viva Rock Vegas | The Flintstones in Viva Rock Vegas | polip (hangja)                         |                |
| 2001 | Hedwig és a Mérges Csonk                 | Hedwig and the Angry Inch          | önmaga (archív felvétel)               |                |

Dokumentumfilmek
| Év   | Eredeti cím                           | Szerep   | Megjegyzések    |
| ---- | ------------------------------------- | -------- | --------------- |
| 1999 | Get Bruce                             | önmaga   |                 |
| 2001 | Artists and Orphans: A True Drama     | narrátor | rövidfilm       |
| 2001 | Last Party 2000                       | önmaga   |                 |
| 2005 | The Lady in Question is Charles Busch | önmaga   |                 |
| 2005 | ShowBusiness: The Road to Broadway    | önmaga   |                 |
| 2005 | Pursuit of Equality                   | önmaga   |                 |
| 2006 | All Aboard! Rosie's Family Cruise     | önmaga   | vezető producer |

### Televízió
- Gimme a Break! (1986-1987)
- Beverly Hills 90210 (1992)
- A Flintstone család (1994)
- Ren és Stimpy show (1994)
- A dadus (1996)
- Kerge város (1997-2001)
- Harmadik műszak (2000)
- Ügyvédek (2000)
- Will és Grace (2002)
- Amynek ítélve (2003)
- Ha elindul a busz… (2005)
- A fiúk a klubból (2005)
- Félig üres (2005-2011)
- Mackó-show a nagy kék házban (2006)
- Kés/Alatt (2006-2008)
- Amerika gyermekei (2009) (forgatókönyvíró is)
- Haláli testcsere (2009-2010)
- Míg az élet el nem választ (2012)
- Web-terápia (2012)
- Bomba/nők (2013)
- Jake és Sohaország kalózai (2013)
- The Fosters (2014-2016)
- Tökéletes hang 2. (2015)
- Anyák gyöngye (2016)
- Amerikai fater (2017-2019)
- SMILF (2017-2019)
- Ez minden, amit tudok (2020)
- L: A Q generáció (2021)